# Leonel Marshall Steward
Leonel Marshall Steward   (31 de juliol de 1954) és un jugador de voleibol cubà, ja retirat, que va competir durant la 1970. És pare del també jugador de voleibol Leonel Marshall Borges.
El 1976 va prendre part en els Jocs Olímpics d'Estiu de Mont-real, on va guanyar la medalla de bronze en la competició de voleibol. Quatre anys més tard, als Jocs de Moscou, fou setè en la mateixa competició.
En el seu palmarès també destaca una medalla de bronze al Campionat del Món de voleibol de 1978, dues medalles d'or als Jocs Panamericans (1975 i 1979) i una d'or als Jocs Centreamericans i del Carib (1974).